# Клейви
Клейви (пол. Klejwy) — село в Польщі, у гміні Сейни Сейненського повіту Підляського воєводства.
Населення — 225 осіб (2011).
У 1975-1998 роках село належало до Сувальського воєводства.

## Демографія
Демографічна структура станом на 31 березня 2011 року:
|          | Загалом | Допрацездатний вік | Працездатний вік | Постпрацездатний вік |
| -------- | ------- | ------------------ | ---------------- | -------------------- |
| Чоловіки | 117     | 23                 | 79               | 15                   |
| Жінки    | 108     | 24                 | 58               | 26                   |
| Разом    | 225     | 47                 | 137              | 41                   |